# Zbigniew Królicki
Zbigniew Stefan Królicki (ur. 1953) - profesor Politechniki Wrocławskiej, zajmuje się techniką niskich temperatur oraz niekonwencjonalnymi źródłami energii. Autor ponad 140 publikacji krajowych i zagranicznych w tych dziedzinach.
Szerzej znany jest jako propagator metod rozwoju potęgi myśli i woli. Metody te mają umożliwiać zwykłym ludziom dostęp do intuicyjnych informacji i umiejętności paranormalnych.
Jest znany również jako autor książek i artykułów, popularyzujących takie dziedziny jak radiestezja, feng shui (chińska sztuka aranżacji przestrzeni), medycyna holistyczna i różne terapie naturalne.

## Kariera naukowa
- 1991 r. - uzyskał stopień doktora habilitowanego nauk technicznych w zakresie mechaniki (specjalność: teoria i pomiary maszyn cieplnych)
- 2007 r. - uzyskał tytuł profesora w dziedzinie nauk technicznych

Obecnie pracuje jako profesor na Wydziale Mechaniczno-Energetycznym Politechniki Wrocławskiej (w Instytucie Techniki Cieplnej i Mechaniki Płynów). Pełni funkcje członka Rady Wydziału i członka Rady Naukowej.

## Wybrane publikacje naukowe
- 1991, Dławienie dwufazowych czynników chłodniczych, rozprawa habilitacyjna
- 2003, Wykorzystanie anizotropii materiałowej wielowarstwowych opakowań spożywczych w modelowaniu przepływu ciepła w procesie zamrażania i rozmrażania, Chłodnictwo,nr 12, s. 26-32 (współautor)
- 2010, New type of sorption composite for chemical heat pump and refrigeration systems, Applied Thermal Engineering, vol. 30, iss. 11/12, s. 1455-1460 (współautor)

## Wybrane książki popularne[1]
- Radiestezja stosowana czyli teoria i praktyka radiestezji, Łódź 1994, ISBN 83-85997-08-3 (wyd.II)
- Radiestezja zdrowia, Łódź 1996 ISBN 83-85997-47-4
- Tradycyjna numerologia chińska. Feng Shui nieba i ziemi (współautor)
- Energia kształtów, Łódź 1995, ISBN 83-85997-23-7
- Bajki chińskie dla dorosłych
- Bajki chińskie czyli opowieści dziwnej treści, wydana także jako audiobook (czyta Wojciech Żołądkowicz)
- 21 godzin do Sukcesu, ISBN 978-83-7649-122-6